# Hořící most
Hořící most (v anglickém originále The Burning Bridge) je druhý díl série Hraničářův učeň australského spisovatele Johna Flanagana.

## Příběh
Druhý díl patnáctidílné série začíná pronásledováním wargalů Willem a Haltem. Jsou svědky vražedného útoku wargalů na Morgarathova služebníka. Hraničářům se podaří wargaly zabít a od jejich oběti získat tajné Morgarathovy plány útoku na Araluen. Díky těmto plánům rozhodne král o rozmístění svých sil na jihu království u soutěsky Tří stupňů. Haltův bývalý učeň Gilan dostane za úkol dovézt poselství celtickému králi, na které s sebou vezme Willa a Horáce jako doprovod. V Celtice projíždí opuštěnými městy a naleznou dívku jménem Evanlyn, jedinou přeživší útoku wargalů na družinu její paní, která cestovala z Celticy. Jakožto jediná která přežila podává Gilanovi a jeho druhům svědectví a informace o dění v Celtice, která byla napadena Morgarathovým vojskem.
Ráno Gilan odjíždí dříve, aby podal králi zprávy o tom, že Celtika byla napadena, a proti Morgarathovi jim nepomůže. Will, Horác a Evanlyn se vrací domů, cestou však spatří jednotku wargalů, kteří odvádějí celtické horníky. Rozhodnou se je sledovat, aby zjistili, kam horníky odvádějí – vědí, že každá maličkost může vyhrát nastávající válku. Objeví veliký dřevěný most přes Trhlinu, který horníci pod vedením wargalů staví. Přes most by mohla přejít celá armáda. Will se v noci vydá přes most a náhodou vyslechne rozhovor skupiny Skandijců. Zjistí, že Morgarath plánuje napadnout království ze tří stran, což by mělo katastrofální následky, a rozhodne se most zničit. V noci se ho s Evanlyn pokusí zapálit, ale neúspěšně. Druhý pokus už je úspěšný. Vzhledem k neúspěšnému prvnímu pokusu se však nestihnou včas vrátit k Horácovi a jsou zajmuti skandijskou jednotkou. Horác to vše sleduje a okamžitě vyrazí ke králi. Gilan mezitím králi sdělil vše, co se stalo, a zjišťuje, že Evanlyn je ve skutečnosti princezna Kasandra – králova dcera. Král ale nemarnil čas a vyslal oddíl vojáků vedených Haltem a Gilanem, aby doprovodil princeznu zpět ke králi. Cestou však oddíl narazí na Horáce, který jim podává zprávu o zajetí Willa a princezny Skandijci a o zničení mostu. Díky informacím od Horáce se král stihne připravit na léčku a Morgarathovi wargalové jsou rozehnáni těžkou kavalerií. Pán Deštných a Temných hor byl donucen vyjednávat. Chce rozhodnout celou válku soubojem a má v úmyslu vyzvat někoho z králových rytířů, ale než tomu stačí někdo zabránit, vyzve ho Horác. Ten po dlouhém boji zvítězí. Skandijci využijí zmatku a odvádějí Willa a Evanlyn na loď na které se chystají odplout do Skandije a Willa s Evanlyn vzít do otroctví. Halt je co nejrychleji pronásleduje, ale přesto přijde až ve chvíli, kdy jejich loď odplouvá. Halt si to vyčítá a přísahá, že Willa najde.

## Nové postavy
- Princezna Kasandra – dcera Duncanа, krále Araluenu a dědička trůnu
- Erak - skandijský jarl, důležitá postava celé série